# Marianne Auenbrugger
Marianne Auenbrugger, née le 19 juillet 1759 à Vienne et morte le 25 août 1782 dans la même ville, est une pianiste et compositrice autrichienne.

## Biographie
Marianne Auenbrugger est la fille du médecin Leopold Auenbrugger librettiste pour Der Rauchfangkehrer de Salieri et réputée en tant que pianiste et compositrice à Vienne. Avec sa sœur Caterina Franziska, elle est l'élève de Joseph Haydn et Antonio Salieri. En 1780, Haydn consacre un cycle de sept sonates pour les sœurs Auenbrugger (Hob.XVI:34-39 et 20). Après la mort de Marianne en 1782, Salieri, publie chez Artaria, sa Sonate pour piano en mi bémol à ses propres frais, avec deux odes pour les funérailles : De si piacevoli.
Les sœurs Auenbrugger sont citées dans les correspondances de Leopold Mozart (12 août 1773) et Haydn (25 février 1780). Le premier estimant que « les filles du Dr Auenbrugger… qui… jouent extraordinairement bien et [sont] parfaitement musical ».

## Discographie
- Les Femmes Compositeurs au XVIIIe siècle : Musique pour clavecin, volume 1 - Barbara Harbach, clavecin (1995, Gasparo Records 272) (OCLC 33810217) — avec des œuvres pour clavecin d'Elisabetta de Gambarini, Maria Hester Park et Marianne (Anna Katharina) von Martínez.